# Бартлетт, Мюррей
Мюррей Бартлетт (англ. Murray Bartlett, род. 20 марта 1971 года, Сидней, Новый Южный Уэльс, Австралия) — австралийский и американский актёр.

## Биография
Мюррей Бартлетт родился 20 марта 1971 года в Сиднее и начал актёрскую карьеру в Австралии, позже переехал в США. 
С 1987 года Бартлетт сыграл более 50 ролей в кино и на телевидении, в том числе в мыльных операх «Дома и в пути», «Соседи», «Все мои дети», «Направляющий свет», эпизодах сериалов «Секс в большом городе», «Белый воротничок», «Хорошая жена», «Нэшвилл». Исполнял постоянные роли в сериалах «В поиске» (2014—2015) и «Городские истории» (2019).
Получил широкое признание после выхода первого сезона драмеди канала HBO «Белый лотос» (2021). Эта работа принесла Бартлетту премии «Эмми», AACTA и «Выбор критиков».